# Friedrich Wolfgang Reiz
Friedrich Wolfgang Reiz (eller Reitz, født 2. september 1733 i Windsheim, død 2. februar 1790 i Leipzig) var en tysk klassisk filolog.
Reiz blev 1772 ekstraordinær og 1782 ordentlig professor ved Leipzigs Universitet. Han var en af det klassiske studiums fremmere og nydannere, der ved sin discipel Gottfried Hermann indvarslede en grammatisk kritisk metode.